# Chiesa di Sant'Anna al Porto
La chiesa di Sant'Anna al Porto sorge nel rione Porto del centro storico di Salerno nei pressi del Teatro Giuseppe Verdi.

## Storia
Il periodo preciso della sua costruzione è sconosciuto, ma le prime notizie che la riguardano, trovate in un passaggio segreto murato nella cappella settentrionale, risalgono al XIII secolo. Verso la fine del Cinquecento subì una profonda ristrutturazione che la trasformò in un tempio a pianta centrale. Nel 1681 l'edificio divenne sede del convento dei Carmelitani di S.Teresa e fu fondato sotto il nome di Santa Maria in Porto Salvo nel 1682. La struttura sorgeva "extra moenia" cioè all'esterno delle mura di cinta della città presso la foce del torrente Fusandola. Nel 1807, soppresso il monastero con decreti napoleonici, la chiesa venne consegnata in custodia al padre di Santa Trofimena mentre nei 1828 il ministero delle Finanze dispose la trasformazione dei locali del monastero in "officine finanziarie e direzioni". I lavori di adeguamento risulteranno essere completati nel 1831.

## Descrizione
La chiesa è a pianta ottagonale, con sette cappelle laterali, caratterizzata da un portale circondato da lesene con capitello dorico che sorreggono un frontone che dà l'accesso al vestibolo che precede l'interno dell'edificio. Delle sette cappelle quattro sono semicircolari poste lungo i lati obliqui e tre quadrate lungo i lati ortogonali. Cinque, inoltre, sono dotate di altare sovrastati dalle statue di santa Caterina, del Redentore e della vergine, un quadro della Madonna del Rosario e, sull'altare maggiore, un busto ligneo di sant'Anna.
Al di sopra delle cappelle sono posizionate le tele raffiguranti la storia di sant'Anna, opera del maestro Gaetano D'Agostino autore anche degli affreschi degli Evangelisti posti negli spicchi della cupola. Sull'architrave di ingresso della sagrestia è posta la Madonna di Porto Salvo opera di Luigi Montesano risalente al 1841.